# Свети Димитър Варлаамски
„Свети Димитър Варлаамски“ (на гръцки: Άγιος Δημήτριος Βαρλαάμ) е възрожденска православна църква в град Костур (Кастория), Егейска Македония, Гърция. Храмът е част от Костурската епархия.

## История
Църквата е изградена в 1882 година във Варлаамска енория - датата е отбелязана на мраморна плоча отвън над входа на храма. В архитектурно отношение представлява трикорабна базилика с красив дървен иконостас, на който има икони, датирани август 1889 година.